# Bridei III
Bridei III, també conegut amb el nom de Bridei mac Beli, va ser rei dels pictes de 672 a 693. Va ser proclamat rei després de la batalla dels Dos Rius, en què el seu predecessor, Drest mac Donnel, va patir una severa derrota.

## Orígens familiars
Bridei era fill de Beli o Bili, un rei del Regne de Strathclyde, i net del rei picte Nechtan nepos Uerb. També era germanastre del rei Owen o Hoan de Strathclyde i oncle de Dumngual o Domnall mac Hoan († 694), que va regnar a Dumbarton.
Segons la Historia Brittonum, Bridei seria parent (del llatí fratuelem) d'Egfrid de Northúmbria, ja que el pare d'Oswiu s'havia casat vers el 620 amb la princesa bretona Rienmeleth, filla de Royth i neta d'Urien, rei de Rheged; la família de Rheged sembla que estava enllaçada amb la que regnava a Strathclyde. És probable també que la mare de Bridei fos germana del rei Talorgan mac Enfret.

## Regnat
Bridei III va accedir al tron amb l'expulsió de Drest mac Donnel el 672, després de la derrota en la batalla dels Dos Rius. Els cronistes el consideren essencialment un rei de Fortriu.
El 680, el rei Bridei assetjà Duinbaitte, o Dunbeath, que William Forbes Skene situa al Caithness. El 681 va intervenir al sud dels Mounth i va assetjar Dunfoither, o Dunnotter, prop de Stonehaven. L'any següent, va reunir una flota important i aturà l'expansió marítima dels pictes de les Òrcades. El 683, va assetjat Dun At, la capital dels escots, i Dun Duirn (?).
Durant aquest temps, després d'haver organitzat el 684 una expedició a Irlanda criticada pel mateix Beda el Venerable, el rei Egfrid va decidir envair el país dels pictes contra l'avís dels seus consellers. El seu exèrcit travessà el Forth i el Tay sense trobar resistència i va penetrar profundament a Fortriu, gairebé amb certesa el seu objectiu militar. Els pictes de Bridei III van encerclar l'exèrcit northumbri als turons de Dunnichen, al sud de Forfar (Angus) i fou esclafat el dissabte 20 de maig de 685 en la batalla de Dunnichen. El rei Egfrid de Northúmbria, el duc Beornheth, així com una gran part del seu exèrcit, hi van perdre la vida. Aquesta derrota va significar un retrocés en les aspiracions expansionistes de Northúmbria al nord de la Gran Bretanya.
Després de la victòria sobre els angles, Bridei va regnar fins a la seva mort el 693. El seu cos fou transportat a l'abadia d'Iona, on reposava ja el cos del seu enemic Egfrid, i enterrat per Adamnà, novè abat d'Iona (des del 679).